# 派克维尔 (肯塔基州)
派克维尔（英語：Pikeville），是美国肯塔基州派克縣的一座城市。建立于1823年，面积约为54.6平方公里（21.1平方英里）。根据2010年美国人口普查，该市的人口为6,903人。